# Protocytheretta sahnii
Protocytheretta sahnii is een mosselkreeftjessoort uit de familie van de Cytherettidae. De wetenschappelijke naam van de soort is voor het eerst geldig gepubliceerd in 1952 door Puri.